# Halttari
Halttari är en ö i Finland. Den ligger i Bottenviken och i kommunen Simo i den ekonomiska regionen  Kemi-Torneå i landskapet Lappland, i den norra delen av landet. Ön ligger omkring 110 kilometer söder om Rovaniemi och omkring 610 kilometer norr om Helsingfors.
Öns area är 10 hektar och dess största längd är 0,6 kilometer i nord-sydlig riktning.